# Arctopelopia cana
Arctopelopia cana är en tvåvingeart som beskrevs av Roback 1971. Arctopelopia cana ingår i släktet Arctopelopia och familjen fjädermyggor.
Artens utbredningsområde är Northwest Territories, Kanada. Inga underarter finns listade i Catalogue of Life.